# Freeform Five
Freeform Five is een danceproject van de Britse houseproducer Anu Pillai. Het project had ook enkele andere leden, waaronder producer Nick Decosemo, rapper/zanger Kabba Forster-Jones en zangeres Tamara Barnett-Herri.
Freeform Five was met name in de jaren 0 erg actief. De grootste hit werd een bewerking van et nummer Muscle Cars van Mylo in 2005. Ook maakte hij veel remixes voor artiesten als Snow Patrol, Isolée, N.E.R.D, Jamie Lidell, Brian Wilson, X-Press 2 en Elton John. Hij produceerde met Strangest Things een album.

## Biografie
Pillai wordt geboren in Kerala in India, maar verhuist in zijn jonge jaren naar Newcastle. Zijn eerste productie verscheen in 1997. Het nummer One Day werd gezongen door Carolyn Harding. Meer bekendheid krijgt hij echter door de remix van Beau Mot Plage van Isolée in 1999. Hier werkt hij samen met Nick Decosemo, een oude schoolvriend. Daarna maakt het tweetal singles als Break Me, Perspex Sex en Electromagnetic. In 2005 maken ze de track Eeeeaaooww met reggae-zanger Bounty Killer. Ook wordt de cd Bisous Bisous gemixt. In 2003 richt Pillai ook het label Perspex Recordings op.
In 2000 wordt het album Strangest Things uitgebracht, dat een brug naar pop zoekt. Als vaste zangeres is Tamara Barnett-Herrin aangetrokken en als rapper/zanger Kabba Forster-Jones. Op het album staat het nummer What Do I Want From You? met bijdrage van Vince Clarke en Martyn Ware (Heaven 17). Hiervan wordt No More Conversations de belangrijkste single. In 2005 werken ze samen met Mylo aan een nieuwe versie van diens Muscle Cars. Dit wordt in eigen land zelfs een bescheiden hit. Er verschijnen ook nog enkele mixalbums onder de naam Freeform Five. Ook wordt een remix gemaakt van de klassieker Disco Rout van Legowelt. Daarna wordt het stil rondom Freeform Five en valt de groep uiteen. Ook Perspex Recordings houdt op met bestaan. Hij focust zich daarna meer op producties voor reclames en tv-programmas. Enkele nieuwe producties maakt Pillai rond 2010 enkele singles als Kid Gloves. In 2013 blaast hij nieuw leven in Freeform Five en brengt hij weer nieuwe singles uit. Het nummer Leviathan is een samenwerking met Róisín Murphy. Een remix voor The Veldt van Deadmau5 krijgt een nominatie voor een IDMA-award.

## Discografie

### Albums
- Strangest Things (2005)

## Mixcompilaties
- Bisous Bisous (2003)
- Misch Masch (2005)
- Bisous Bisous II (2006)
- Killer (2007)